# Danakilia franchettii
Danakilia franchettii är en fiskart som först beskrevs av Vinciguerra, 1931.  Danakilia franchettii ingår i släktet Danakilia och familjen Cichlidae. IUCN kategoriserar arten globalt som starkt hotad. Inga underarter finns listade i Catalogue of Life.